# (35320) 1997 BR8
1997 بي أر 8 (ويعرف أيضًا باسم (35320) 1997 بي أر 8 وفق تسمية الكوكب الصغير) (بالإنجليزية: 1997 BR8)‏ هو كويكب ضمن حزام الكويكبات؛ وترتيبه 35320 من حيث الاكتشاف.
اكتُشف هذا الجُرم الفلكي بواسطة Herman Mikuž ‏ في 30 يناير 1997.

## وصلات خارجية
- (35320) 1997 BR8 في قاعدة بيانات مختبر الدفع النفاث لأجرام النظام الشمسي الصغيرة

- الاكتشاف · مخطط المدار ·  العناصر المدارية · المعلمات المادية

- (35320) 1997 BR8 على موقع ويكي سكاي: DSS2, SDSS, GALEX, IRAS, Hydrogen α, X-Ray, Astrophoto, Sky Map, Articles and images